# جک رابینسون (بازیکن فوتبال، زاده ۱۸۸۷)
جک رابینسون (انگلیسی: Jack Robinson؛ زادهٔ 1887) یک ورزشکار اهل بریتانیا است.
از باشگاه‌هایی که در آن بازی کرده‌است می‌توان به باشگاه فوتبال استوک سیتی و باشگاه فوتبال استون ویلا اشاره کرد.